# گئورگی میناسیان (خواننده)
گئورگی آرتاوازدی میناسیان (ارمنی: Գեորգի Արտավազդի Մինասյան؛ زادهٔ ۲۷ مارس ۱۹۴۲ - درگذشته ۲۸ ژوئن ۲۰۰۴) خواننده، تنور اهل ارمنستان بود. وی بین سال‌های - تا - میلادی فعالیت می‌کرد.

## زندگی‌نامه
وی در ۲۷ مارس ۱۹۴۲ در سوچی به دنیا آمد و از کنسرواتوار دولتی چایکوفسکی مسکو فارغ‌التحصیل گشت.   همچنین برندهٔ جوایزی همچون هنرمند افتخاری جمهوری ارمنستان (۲۰۰۱) شده‌است. وی در ۲۸ ژوئن ۲۰۰۴ در سن ۶۲ سالگی در ایروان درگذشت.